# Скриппс, Джон Локк
Джон Локк Скриппс (англ. John Locke Scripps, 27 февраля 1818 — 21 сентября 1866) — американский адвокат, журналист и писатель, в 1860 году написал первую опубликованную биографию Авраама Линкольна.

## Биография

### Ранние годы
Джон Локк Скриппс родился в Кейп-Жирардо, штат Миссури, в семье Джорджа Генри Скриппса, торговца, который имел лицензию методистского проповедника, но никогда не занимался религиозной деятельностью.

### Образование и журналистика
Джон получил образование в колледже Маккендри (ныне Университет Маккендри) в Ливане, штат Иллинойс. В 1847 году он поселился в Чикаго и основал Chicago Democratic Press, которую в 1858 году купила Chicago Tribune. До 1860 года газета была известна как The Chicago Press and Tribune, после чего название было изменено на Chicago Daily Tribune. Скриппс в течение нескольких лет был главным редактором газеты Tribune.

### Почтмейстерство
Позднее президент Линкольн назначил Скриппса почтмейстером Чикаго (28 марта 1861 г. - 9 марта 1865 г.). Будучи почтмейстером, Скриппс был новатором, придумавшим и внедрившим систему трамвая для перевозки почты. 

### Работа над биографией

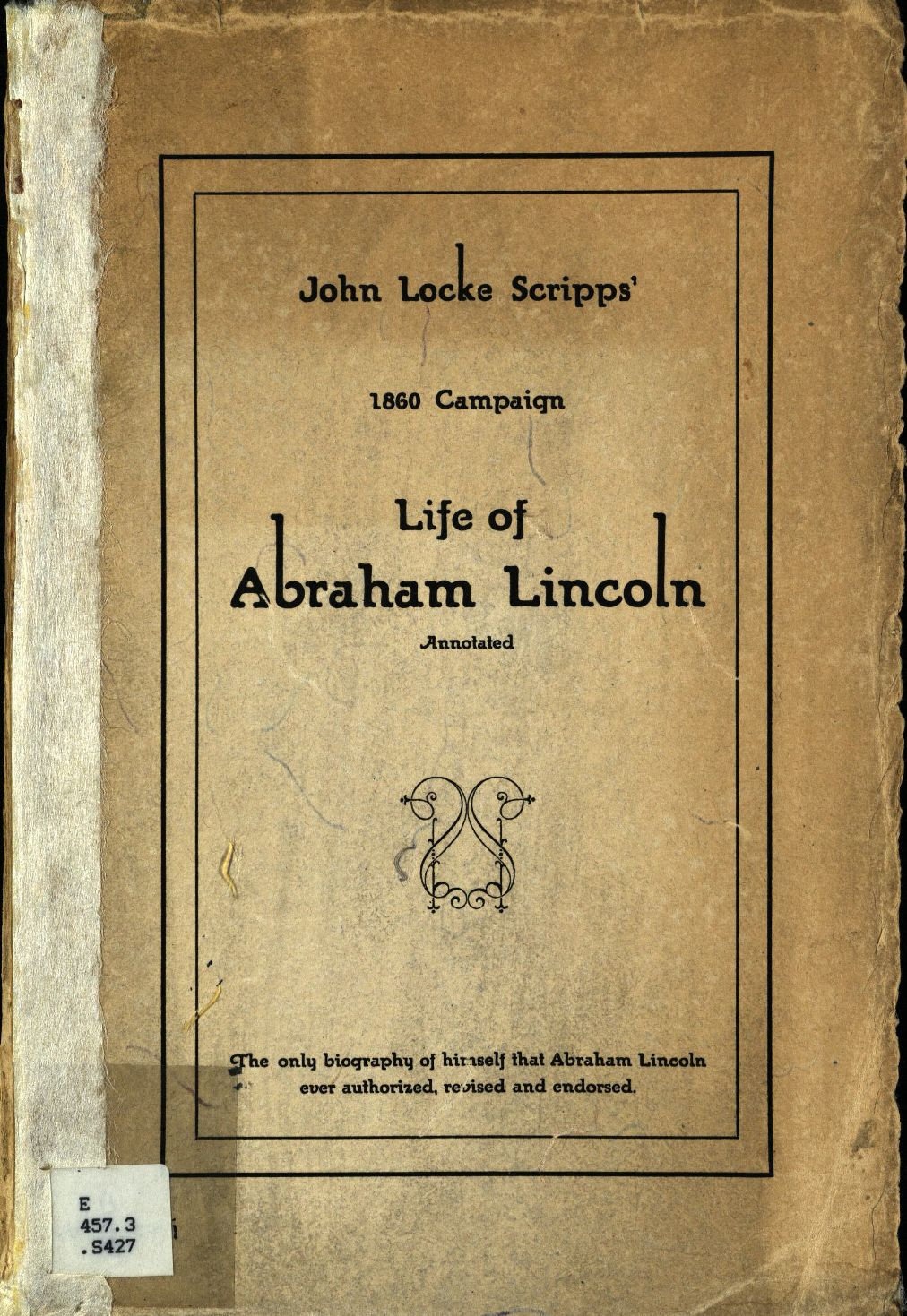
Биография Авраама Линкольна, Джон Локк Скриппс

Во время президентской кампании 1860 года Скриппс написал биографию Линкольна, которая появилась в газете Chicago Tribune 19 мая 1860 года, на следующий день после съезда. Затем Линкольн обратился к Скриппсу с просьбой расширить биографию для предвыборной публикации. Широко распространено мнение, что это первая опубликованная биография Линкольна. Хотя она была опубликована кампанией Линкольна, и сам Линкольн внес свой вклад, она не была авторизованной. 
Когда Скриппс закончил писать, у него оставалось слишком мало времени до публикации, чтобы представить книгу самому Линкольну для проверки фактов. На самом деле, в список книг, которые Линкольн читал в детстве, Скриппс добавил «Жизнеописания благородных греков и римлян» Плутарха. В письме Линкольну Скриппс попросил его прочитать биографию немедленно. Биография была переиздана в 1900 году издательством Cranbrook Press в Детройте в версии, отредактированной дочерью Скриппса Грейс.

### Брак и семья
24 октября 1848 года Скриппс женился на Мэри Элизабет Бланчард (род. 2 января 1825 года), дочери Сета Бланчарда из Гринвилла, штат Иллинойс. Она получила образование в семинарии Монтичелло, Годфри, штат Иллинойс. У супругов было трое детей: Джордж Бланчард Скриппс (род. 20 сентября 1849 г.), Мэри Вирджиния Скриппс (род. 13 февраля 1851 г.) и Грейс Локк Скриппс (род. 11 сентября 1863 г.). 

### Кончина
Мэри скоропостижно скончалась 1 января 1866 года. Джон умер 21 сентября в том же году.